# 44-й армейский корпус (Российская Федерация)
44-й армейский корпус — оперативно-тактическое объединение Сухопутных войск Российской Федерации. Находится в составе Ленинградского военного округа.

## История
Впервые о планах по формированию корпуса было заявлено в декабре 2022 года.
44-й армейский корпус создан в 2024 году. Формировался в Ленинградском военном округе на территории Карелии. В состав корпуса вошли 72-я мотострелковая дивизия (22, 30, 41 мсп, 10 сап) и 128-я отдельная мотострелковая бригада.
10 мая 2024 года подразделения 44-го армейского корпуса перешли российско-украинскую границу и вторглись в Харьковскую область.

## Состав
- Управление
- 72-я мотострелковая дивизия
- 128-я отдельная мотострелковая бригада
- 407-й отдельный батальон РЭБ
- 56-й отдельный инженерно-сапёрный батальон
- 66-й отдельный отряд РХБЗ
- 38-я отдельная рота СпН[9]